# Radikal 158
Radikal 158 mit der Bedeutung „Körper“ ist eines von zwanzig der 214 traditionellen Radikale der chinesischen Schrift, die mit sieben Strichen geschrieben werden.
Mit 13 Zeichenverbindungen in Mathews’ Chinese-English Dictionary gibt es nur wenige Schriftzeichen, die unter diesem Radikal im Lexikon zu finden sind.
Das Radikal „Körper“ nimmt nur in der Langzeichen-Liste traditioneller Radikale, die aus 214 Radikalen besteht, die 158. Position ein. In modernen Kurzzeichen-Wörterbüchern kann es sich an ganz anderer Stelle finden. Im Neuen chinesisch-deutschen Wörterbuch aus der Volksrepublik China steht es zum Beispiel an 200. Stelle.
Die Siegelschrift-Form des Schriftzeichens stellt einen menschlichen Körper mit auffällig hervortretendem Bauch dar. Ursprünglich sollte eine schwangere Frau gezeigt werden. Das gegenwärtige Zeichen steht auch für den männlichen Körper. 
Als Sinnträger stellt 身 seine Zeichen in den Zusammenhang „Körper“ wie zum Beispiel 躯 (= menschlicher Körper), 躬 (= sich nach vorn beugen), 躲 (= sich verstecken), 躺 (= sich hinlegen). 射 (she = schießen) zeigt in der Orakelknochen-Form einen Pfeil, der auf einem gespannten Bogen liegt. In der Bronzeschrift-Form ist am Ende des Pfeils eine Hand hinzugefügt. Die Siegelschrift-Form tritt dann in zwei Varianten auf: In der einen steht ein 矢 (= Pfeil) neben dem 身 (= Körper), in der anderen die Komponente 寸 (cun = Daumen), die hier die Bedeutung „Hand“ hat. Der Körper 身 verweist darauf, dass der Pfeil von dort abgeschossen wird.

## Schriftzeichenverbindungen, die vom Radikal 158 regiert werden
| Striche | Zeichen              |
| ------- | -------------------- |
| +0      | 身                   |
| +03     | 躬                   |
| +04     | 躭 躮 躯             |
| +05     | 躰                   |
| +06     | 躱 躲                |
| +07     | 躳 躴 躵             |
| +08     | 躶 躷 躸 躹 躺 躻 躼 |
| +09     | 躽 躾                |
| +10     | 躿                   |
| +11     | 軀 軁                |
| +12     | 軂 軃 軄             |
| +13     | 軅 軆                |
| +14     | 軇                   |
| +17     | 軈                   |
| +20     | 軉                   |

 Im Unicodeblock Kangxi-Radikale ist das Radikal 158 unter der Codepointnummer 12.189 (U+2F9D) codiert.